# روابط آلمان و نامیبیا
روابط آلمان و نامیبیا روابط دوجانبه آلمان و نامیبیا است. این رابطه از اهمیت خاصی برخوردار است زیرا نامیبیا در قرن نوزدهم توسط امپراتوری آلمان مستعمره و اشغال شد. همچنین جامعه ای متشکل از حدود ۳۰۰۰۰ نامیبیا آلمانی در نامیبیا ساکن هستند. هر دو کشور عضو سازمان ملل هستند. از نظر فرهنگی، هر دو کشور بخشی از آلمانوسفر هستند.

## تاریخ

### روابط قبل از استعمار
اولین تماس‌ها بین مردم دو کشور زمانی صورت گرفت که مبلغان آلمانی توسط انجمن مبلغان لندن برای شروع کار در جنوب نامیبیا در اواخر قرن هجدهم و اوایل قرن نوزدهم استخدام شدند.

### آفریقای جنوب غربی آلمان و نسل کشی هررو و نامیبیا
در طول مبارزه برای آفریقا، در حالی که نامیبیا کنونی توسط آلمان اشغال شده بود و به عنوان آلمانی آفریقای جنوبی غربی شناخته می شد، بریتانیا خلیج والویس را اشغال کرد و منطقه بندر را در اختیار خود در مستعمره کیپ قرار داد. در سال ۱۸۹۰ دولت بریتانیا نوار کاپریوی را با آلمانی ها تقسیم کرد. این امر به آلمان امکان دسترسی به رودخانه زامبزی و دیگر مناطق آفریقای شرقی آن را می‌دهد و از ادعای خود در مورد زنگبار (که به بریتانیا منتقل شده بود) دست می‌کشد.
بین سال‌های ۱۹۰۴ و ۱۹۰۸، آلمان نسل‌کشی را علیه مردم هررو و ناماکوا نامیبیا آغاز کرد. نسل کشی در سال ۱۹۰۴ پس از شورش هررو و ناما بر سر تصاحب زمین و گاو آنها توسط آلمان آغاز شد. در تلافی، اداره نظامی آلمان به رهبری لوتار فون تروتا خواستار نابودی جمعیت در پاسخ شد. ده ها هزار نفر از مردم هررو و ناماکوا در جریان نسل کشی کشته شدند.
در سال ۱۹۱۵، در طول جنگ جهانی اول، نیروهای آفریقای جنوبی به این سرزمین حمله کردند و آن را اشغال کردند. پس از جنگ، با امضای معاهده ورسای، آلمان مجبور شد در سال ‍۱۹۲۰ قلمرو خود را به اتحادیه آفریقای جنوبی که در آن زمان تحت سلطه خودگردان امپراتوری بریتانیا بود، واگذار کند. این قلمرو تا ۷۰ سال آینده آفریقای جنوبی غربی نامیده می شود.

### استقلال نامیبیا و روابط پس از استقلال
در سال ۱۹۶۶، سازمان خلق آفریقای جنوب غربی (SWAPO) مبارزه مسلحانه ای را علیه اشغال آفریقای جنوبی آغاز کرد که به جنگ مرزی آفریقای جنوبی معروف شد. در سال ۱۹۸۹ خصومت ها در نامیبیا متوقف شد و در مارس ۱۹۹۰، نامیبیا به یک کشور مستقل تبدیل شد. استقلال نامیبیا با اتحاد مجدد آلمان در اکتبر همان سال مصادف شد و هر دو کشور روابط دیپلماتیک برقرار کردند. در مارس ۱۹۹۸، رومن هرتزوگ، رئیس جمهور آلمان، یک دیدار رسمی از نامیبیا داشت.
در آگوست ۲۰۰۴، وزیر توسعه آلمان، هایدماری ویچزورک-زول، مسئولیت تاریخی و اخلاقی آلمان را در قبال نسل کشی مردم هررو و ناما پس از ۱۰۰ سال به رسمیت شناخت. در نتیجه، آلمان تصمیم گرفت تا کمک های توسعه ای را به نامیبیا ارائه دهد. در سپتامبر ۲۰۱۱، دولت آلمان جمجمه های قتل های دوران استعمار را به نامیبیا بازگرداند. جمجمه‌ها و استخوان‌های بیشتری طی مراسم جداگانه در سال‌های ۲۰۱۴ و ۲۰۱۸ بازگردانده می‌شوند.
در سال ۲۰۱۵، مذاکرات بین دولت های آلمان و نامیبیا در مورد عذرخواهی رسمی و پول کمک آغاز شد. در سال ۲۰۱۶، دولت آلمان در یک سند رسمی قتل عام هررو و ناما توسط سربازان آلمانی را به عنوان نسل کشی به رسمیت شناخت.
در ماه مه ۲۰۲۱، هر دو کشور اعلام کردند که توافقی حاصل شده است که در آن آلمان جنایات مرتکب شده علیه مردم Herero و Nama در اوایل دهه ۱۹۰۰ را به عنوان نسل کشی به رسمیت می شناسد. دولت آلمان متعهد شد ۱.۱ میلیارد یورو را در طول ۳۰ سال برای زیرساخت ها و کمک های توسعه در نامیبیا هزینه کند. پرداخت ها شامل غرامت نمی شود.
در سال ۲۰۲۰، کمک دوجانبه آلمان به نامیبیا بالغ بر ۴۵.۱۶ میلیون یورو بود.
روابط بین آلمان و نامیبیا در سال ۲۰۲۴ و پس از آن که رئیس جمهور هیگ گینگوب از حمایت آلمان از اسرائیل در پرونده آفریقای جنوبی علیه اسرائیل در دیوان بین المللی دادگستری انتقاد کرد، تیره شد. گینگوب گفت که آلمان "ناتوانی در درس گرفتن از تاریخ وحشتناک خود" دارد.

## توافقات دو جانبه
هر دو کشور چند توافقنامه دوجانبه مانند موافقتنامه اجتناب از مالیات مضاعف و جلوگیری از فرار مالی در رابطه با مالیات بر درآمد و سرمایه (۱۹۹۶) و موافقتنامه ارتقای سرمایه گذاری (۱۹۹۷) امضا کرده اند.

## گردشگری و حمل و نقل
تقریباً ۱۲۰۰۰۰ بازدیدکننده آلمانی هر سال از نامیبیا بازدید می کنند. پروازهای مستقیم بین فرانکفورت و ویندهوک با Eurowings Discover وجود دارد.

## تجارت
در سال ۲۰۱۸، تجارت بین دو کشور بالغ بر ۲۰۰ میلیون یورو بود. صادرات اصلی آلمان به نامیبیا عبارتند از: ماشین آلات، محصولات غذایی، محصولات الکتروتکنیکی، الکترونیک، محصولات شیمیایی، محصولات خودرو، فناوری اندازه گیری و کنترل. محصولات اصلی صادراتی نامیبیا به آلمان عبارتند از: فلزات غیر آهنی، محصولات غذایی، مواد خام (به جز سوخت)، محصولات خودروسازی، ماشین آلات، محصولات چرمی و روغن های طبیعی.
در آگوست ۲۰۲۱، دو کشور یک اعلامیه مشترک قصد (JCoI) را به منظور ایجاد یک مشارکت هیدروژن سبز امضا کردند. در ماه مه ۲۰۲۳، یک شرکت نامیبیا، Hyphen Hydrogen Energy، که یکی از شرکت‌های تابعه Enertrag در آلمان است، با دولت نامیبیا با پروژه هیدروژن سبز ۱۰ میلیارد دلاری موافقت کرد تا تولیدات خود را به اروپا صادر کند، زمانی که در پارک ملی Tsau ǁKhaeb Sperrgebiet ساخته شده بود.

## نمایندگی های دیپلماتیک مقیم
- آلمان در ویندهوک سفارتخانه دارد.[۱۴]
- نامیبیا در برلین سفارتخانه دارد.[۱۵]